# Invalidenfriedhof
Invalidenfriedhof is een begraafplaats in Berlijn in Duitsland. Hier liggen veel belangrijke militairen die een rol in de Pruisische en Duitse geschiedenis hebben gespeeld.

## Geschiedenis
De begraafplaats werd in 1748 opgericht om de veteranen van de Oostenrijkse Successieoorlog (1740–1748) een laatste rustplaats te geven. Het lag naast een militair ziekenhuis opgericht door koning Frederik de Grote. In een koninklijk besluit van 1824 werd vastgelegd dat het Invalidenfriedhof de begraafplaats moest worden voor alle vooraanstaande Pruisische militairen, waaronder Bogislav Friedrich Emanuel von Tauentzien. De begraafplaats was ook de rustplaats van de soldaten die omkwamen tijdens de revoluties van 1848–1849 in de staten van de Duitse Bond. In 1872 lagen er ongeveer 18.000 mensen op de begraafplaats.

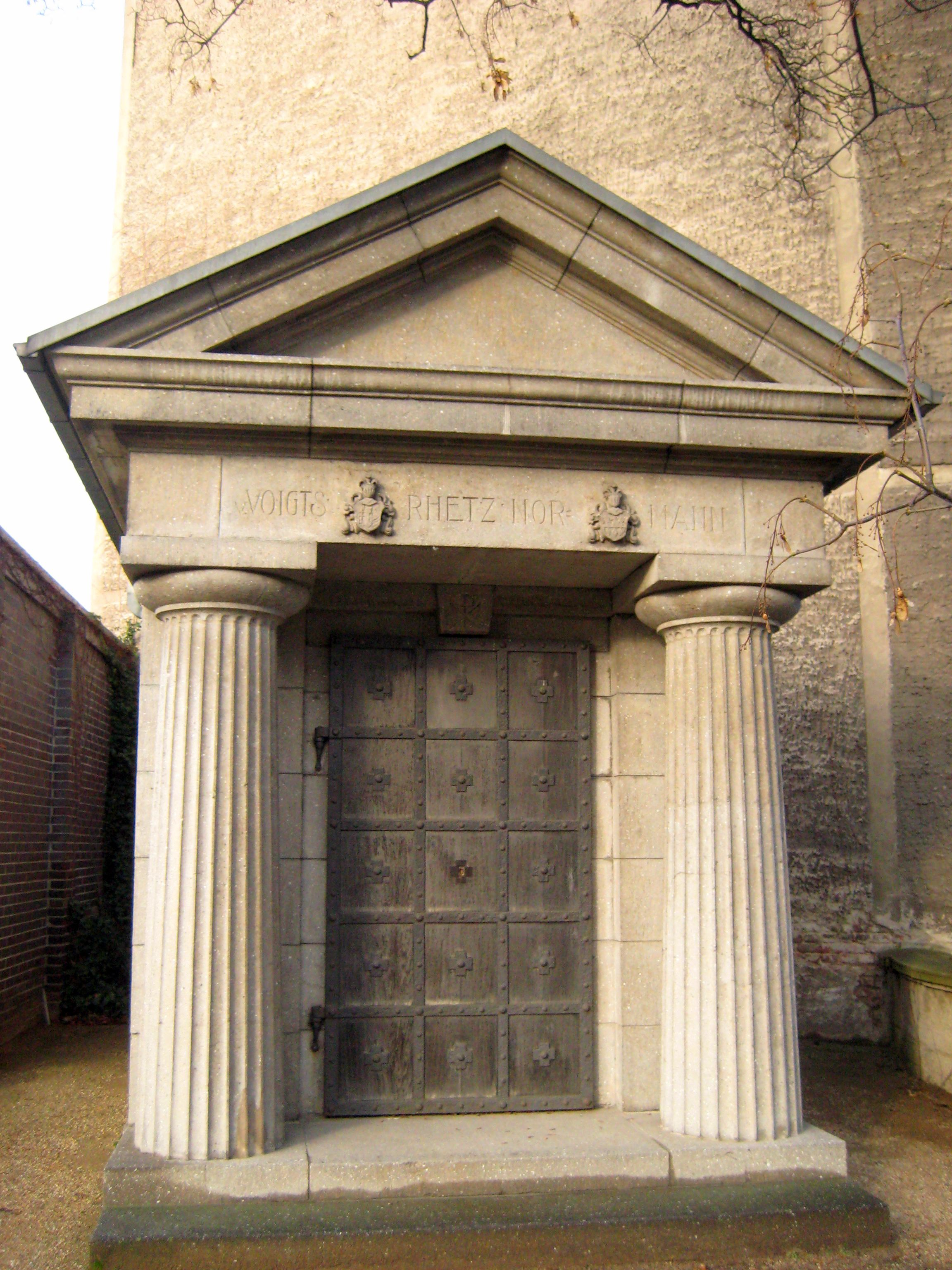
Mausoleum (2007)

Talrijke commandanten en officieren uit de Eerste Wereldoorlog, zoals Helmuth von Moltke en Ludwig von Falkenhausen, werden hier ook begraven. Het lichaam van Manfred von Richthofen (de 'Rode Baron') werd in 1925 vanuit zijn oorspronkelijke graf in Frankrijk naar de begraafplaats overgebracht. Tijdens de Weimarrepubliek kreeg Hans von Seeckt hier nog een plek, maar de capaciteit van de begraafplaats werd gehalveerd in deze periode.
Tijdens het naziregime volgden voormalig legeraanvoerder Werner von Fritsch, luchtaas Werner Mölders, Luftwaffe commandant Ernst Udet en minister van Munitie Fritz Todt. Na de oorlog gaven de geallieerden het bevel dat alle nazi-monumenten moesten worden verwijderd, maar hun lichamen werden niet opgegraven.

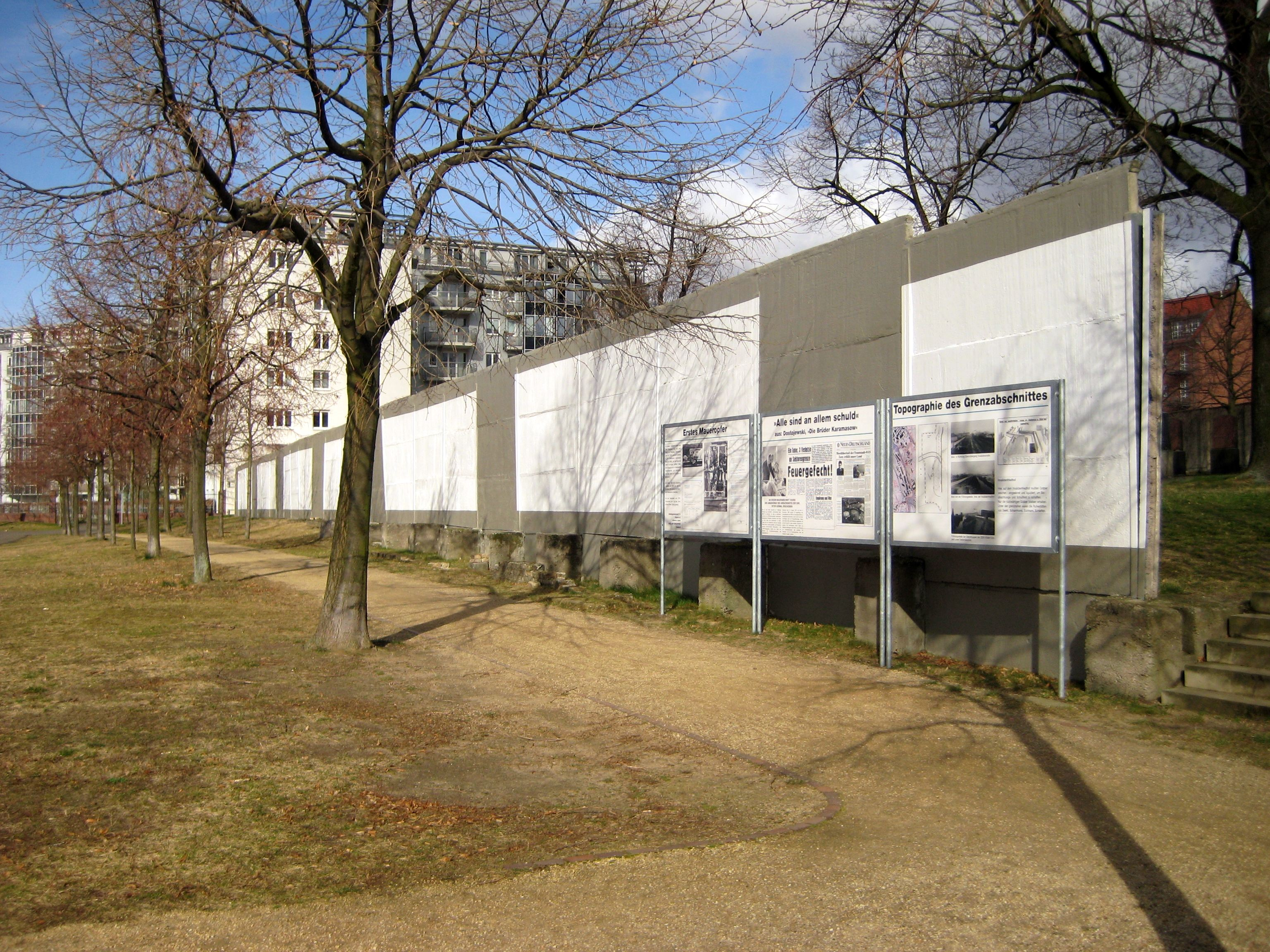
Restanten van de Berlijnse muur (2008)

In mei 1951 sloot de gemeenteraad van Oost-Berlijn de begraafplaats af voor het publiek. Het lag dicht bij de Berlijnse Muur. De begraafplaats moest deels plaats maken voor wachttorens, kazernes en wegen. In de volgende jaren werden grafmonumenten moedwillig vernietigd of gingen door gebrek aan onderhoud ten onder.
Na de Duitse hereniging in 1990 viel de begraafplaats onder de monumentenzorg en begonnen de restauratiewerkzaamheden. Er is nu een gedenkteken voor Berlijners die zijn omgekomen bij het oversteken van de Berlijnse muur. Op de begraafplaats is ook een ongemarkeerd massagraf van Berlijners die zijn omgekomen bij geallieerde luchtaanvallen. De begraafplaats is zo'n 2,5 hectare groot en er zijn ongeveer 230 graven.